# 캐머런 매시슨
캐머런 매시슨(Cameron Mathison, 1969년 8월 25일 ~ )은 캐나다의 배우이다.

## 출연 작품
- Holidaze (2013)
- 윈도우 원더랜드 (2013)
- 써로게이트 (2013)
- 스타와 춤을 (2005)
- 희망과 신념 (2003)
- 사랑은 언제나 좋아 (2001)
- 디펜더스 2 (1998)
- 스튜디오 54 (1998)
- 올 마이 칠드런 (1970)